# Knivbajonett M/1916
Das Knivbajonett M/1916 war ein norwegisches Bajonett für den Krag-Jørgensen-Karabiner M/1912 und wurde ab 1916 eingeführt.

## Entwicklung
Vor dem Ersten Weltkrieg galt die große Reichweite eines an einer Waffe montierten Bajonetts als sehr wichtig. Aus diesem Grund wurden die Bajonette zur damaligen Zeit mit einer sehr langen Klinge ausgestattet. In Norwegen wurde damals für das Krag-Jørgensen-Karabiner-Gewehr M/1894 und den kurzen Krag-Jørgensen-Karabiner M/1912 ein langes Knivbajonett M/1913 entwickelt. Dieses basierte im Grunde auf das Knivbajonett M/1894, war jedoch länger. Um die Robustheit des Knivbajonett M/1913 zu verbessern, wurde das Knivbajonett M/1916 entwickelt. Am 17. April 1916 wurde dieses Bajonett in den Bestand der Armee offiziell aufgenommen.

## Produktion
Für das M/1894-Gewehr wurden von 1916 bis 1926 31.000 Bajonette und für den M/1912-Karabiner 12.160 Bajonette hergestellt. Der einzige Unterschied zwischen diesen Bajonetten bestand darin, dass die Seriennummer den der einzelnen Waffe entsprach. So wurden die Bajonette für das Gewehr Seriennummern zwischen 121.000 und 152.000 genutzt. Alle Bajonette wurden in der Kongsberg Våpenfabrikk hergestellt. Von den Lederscheiden wurden 6,720 Stück hergestellt, bevor man auf Stahlscheiden umstieg.
| Hersteller             | Land     | Produktionszahl |
| ---------------------- | -------- | --------------- |
| Kongsberg Våpenfabrikk | Norwegen | 43.481          |

## Beschreibung
Das Bajonett hatte eine Gesamtlänge von 48,8 cm, wobei die Klinge eine Länge von 36,5 cm einnahm. Weiterhin gab es auf der Klinge eine Hohlkehle, welche kurz vor der Spitze endete. Der Griff bestand aus Holz und war mit einer Schraube am Bajonett befestigt.
Die gekürzten Bajonette hatten eine Gesamtlänge von 33,3 cm, bei der die Klinge 21,2 cm lang war. Zusätzlich zur Kürzung der Klinge wurde bei einigen gekürzten Bajonetten die Seriennummer weggeschliffen. Die Klinge eines ungekürzten M/1916-Bajonetts ist etwa 5 mm dick.
Die ersten 3.720 M/1916-Bajonette wurden mit Lederscheiden ausgeliefert. Hierbei wurden die Lederanhänger leicht schräg angenäht, damit die Bajonette nach hinten statt nach unten hinten. Spätere Bajonette wurden nach und nach mit einer Stahlscheide und Lederanhänger ausgeliefert. Dabei war die Stahlscheide des M/1916 etwas dicker als die des M/1894 war. Dadurch konnten die Bajonettscharniere nicht vertauscht werden.
Die verkürzte Version des Bajonetts hatte entweder eine Leder- als auch eine Stahlscheide. Die Lederanhänger für den Gürtel wurden einem geraderen Winkel als ursprünglich angenäht. Dadurch hinten die Bajonette gerader herunter als bei der ursprünglichen Variante.

## Einsatz
Die norwegische Armee führte das Bajonett 1916 in ihren Bestand ein, es kam jedoch selten zum direkten Kampfeinsatz, da Norwegen sich nicht an den Grabenkämpfen im Ersten Weltkrieg beteiligte.
Während des Zweiten Weltkriegs entschied die deutsche Besatzungsmacht, dass die Langbajonette für die Krag-Jørgensen-Gewehre und Karabiner zu lang und unhandlich waren und gekürzt werden sollten. Daher kürzten sie zwischen 1943 und 1945 eine Reihe von M/1913- und M/1916-Bajonetten, so dass sie ungefähr die gleiche Länge wie das M/1894-Bajonett hatten. Diese Bajonette wurden auf eine Gesamtlänge von etwa 33,3 cm gekürzt. Das Heereswaffenamt führte von da an dieses Bajonett in ihren Listen der Kennblätter fremden Geräts. Hierbei erhielt das Bajonett die Bezeichnung Seitengewehr 103 (n). Darüber hinaus wurde eine kleinere, aber unbekannte Anzahl von M/1913- und M/1916-Bajonetten auf eine Länge von nun etwa 38,5 cm gekürzt. Diese hatten dadurch ungefähr die gleiche Länge wie die Standardbajonette der Wehrmacht für den Karabiner 98k.